# Slap Petrohué
Slapovi Petrohué (špansko Saltos del Petrohué) je kratek drčast tip slapu v zgornjem toku reke Petrohué v Čilu na kratki razdalji od izvira te reke iz jezera Todos los Santos. Ta slap je znotraj narodnega parka Vicente Pérez Rosales, blizu ceste, ki vodi do kraja Petrohue ob jezeru Todos los Santos. Turisti na mednarodni cesti med Puerto Monttom v Čilu in Barilochejem v Argentini se lahko ustavijo na sprehodu, da bi uživali v znamenitosti.
Slap teče po bazaltni lavi (andezit) vulkana Osorno, ki stoji med jezeroma Todos los Santos in Llanquihue in zagotavlja zanimivo ozadje za fotografiranje. Povprečni pretok vode tega slapa je od 270 m³ na sekundo, lahko pa je veliko večji v deževnem obdobju ko se gladina jezera Todos los Santos poveča za do 3 metre. Voda v jezeru je običajno bistra z zelenim odtenkom, vendar se občasno, ko so aktivni laharji, ki se spuščajo od vulkana, voda pri padcu lahko polni s peskom in muljem. Prevoz teh abrazivnih materialov pojasnjuje poliran izgled kamnin.
Pozorni obiskovalci lahko opazijo nekaj hudourniških rac (Merganetta armata), ki obvladujejo brzice, s svojimi piščanci.